# Radu al Valahiei

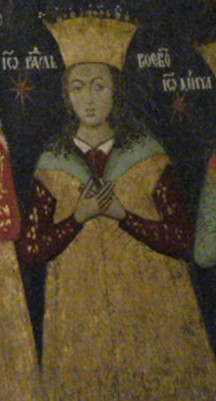
Portretul Votiv lui Radu.

Radu al Valahiei a fost prinț titular al Țării Românești în 1591. 
A fost mezinul lui Mircea Ciobanul și a încercat să fie numit domn al Țării Românești de către turci în lunile martie-aprilie 1591. Aceștia, însă, l-au preferat Ștefan Surdul. Dispare apoi din istorie. 